# Precioso Cantillas
Precioso Dacalos Cantillas (ur. 3 lipca 1953 w Langtad) – filipiński duchowny rzymskokatolicki, od 1998 biskup Maasin.